# Caquetío
De Caquetío, Caiquetío of Caiquetia waren de oorspronkelijke bewoners van Noordwest-Venezuela en de ABC-eilanden, ten tijde van de Spaanse verovering. Hun taal, het Caquetío, behoort tot de Arawak-taalfamilie. 

## Venezuela
De Caquetios woonden langs de oevers van het meer van Maracaibo. Tijdens de kolonisatie van Venezuela verhuisden zij landinwaarts om te ontkomen aan gevangenneming door de Spanjaarden. Tussen 1529 en 1556 deden zich ook aanzienlijke migraties voor van vluchtelingen van het vasteland naar Aruba. Net als de naburige stammen, de Quiriquire en de Jirajara, werden de Caquetios uiteindelijk uitgeroeid. 

## Aruba, Bonaire en Curaçao

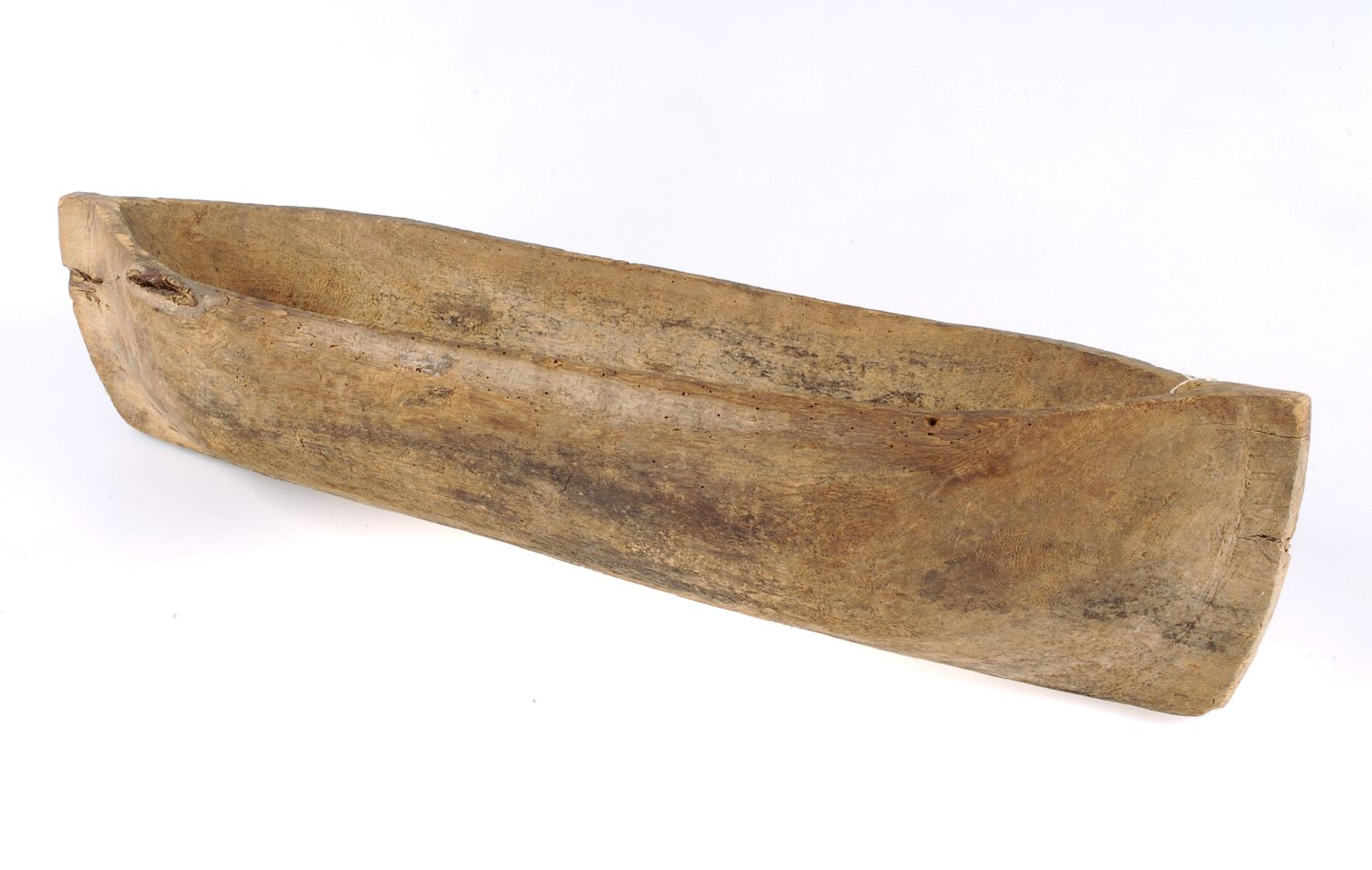
Kano uit Aruba

Bij de ontdekking in 1499 door Alonso de Ojeda van de eilanden Aruba, Bonaire en Curaçao trof men daar bewoners aan. Amerigo Vespucci en Alonso de Ojeda eisten Aruba op voor Spanje en beschreven beiden Aruba als een 'eiland  van reuzen', vanwege de verhoudingsgewijs grote lengte van de inheemse bewoners. Gedurende de eerste jaren van de kolonisatie beschreven de Spanjaarden deze mensen als Caquetio. Er zouden toen 600 Caquetios in Aruba hebben gewoond. Hun leefwijze was nagenoeg dezelfde als uit het stenen tijdperk.

De Caquetios waren waarschijnlijk naar Aruba, Curaçao en Bonaire getrokken in kano's gemaakt van uitgeholde houtblokken, die ze voor de visserij gebruikten. Dergelijke oversteken, vanaf het schiereiland Paraguaná in Venezuela naar Aruba over 17 mijl open zee, waren mogelijk in de kano's die de Caquetíos uit Venezuela bouwden.  Voor Aruba waren de op het vasteland gevestigde Caquetio-indianen ook de geografisch dichtstbijzijnde stam. Archeologisch materiaal wijst in de richting van nauwe banden tussen beide groepen gedurende de precolumbiaanse periode. 
Aruba, Bonaire en Curaçao werden in 1513 uitgeroepen tot eilanden zonder nut ('islas inútiles'). Twee jaar later werden een 2000-tal Caquetios van de drie eilanden tezamen naar Hispaniola afgevoerd om in de mijnen te werken. Zij behelsden vermoedelijk de gehele bevolking van de eilanden. In 1526, echter, werden 150 tot 200 personen teruggestuurd naar Aruba en Curaçao om werkzaam te zijn in de uitvoer van brazielhout, kwihi en dividivi. De naar Aruba en Curaçao teruggestuurde personen waren voornamelijk Caquetios, maar enkele Arawakken van de andere Caribische eilanden werden opgenomen in de groep. 
Aruba werd verwaarloosd door de Spanjaarden van 1533 tot de Nederlandse verovering in 1636. Er werd toen alom Spaanse en inheemse talen (vooral Caquetío) gesproken. Op de Nederlandse verovering vluchtten de Spanjaarden, en werden de oorspronkelijke bewoners gedeporteerd naar het vasteland, omdat aangenomen werd dat ze de Spanjaarden welwillend waren. De complexe labyrinten in de Arubaanse grotten getuigen dat de grotbewoners mogelijk voor het merendeel mensen waren, die aan deportatie waren ontsnapt, of van het vasteland waren gemigreerd. In 1636 wees de West-Indische Compagnie Aruba aan voor de paarden- en veefokkerij. Er werden ook oorspronkelijke eilanders voor deze werkzaamheden geselecteerd omdat ze een goede reputatie hadden als jagers op wilde paarden.
Na het vredesverdrag 1648 tussen Nederland en Spanje nam het belang van Aruba af, en werd het eiland opnieuw verwaarloosd. In 1655 erkende de West-Indische Compagnie de vrije inwoners van Aruba als handelspartner. Deze mensen kregen een stuk grond toegewezen waarmee ze zich door middel van landbouw in hun onderhoud konden voorzien. Ook hakten en verkochten ze hout en exploiteerden ze mariene bronnen. In zijn beschrijving van de Arubaanse manier van leven in de tweede helft van de 17e eeuw wijst O.A. Exquemelin erop, dat de bewoners Spaans spraken, katholiek waren, en vaak bezocht werden door Spaanse priesters afkomstig van het vasteland. Als voorbeeld van hun sterke banden met het vasteland, stemden in 1723 een kleine 200 bewoners in met het verlaten van Aruba teneinde onder de kerkelijke jurisdictie van de stad Coro de Venezolaanse stad El Carrizal te stichten.
Volgens Nederlandse registers stierf in Aruba de laatste authentieke Arubaan rond 1862. Echter, blijven tot heden Caquetio gelaatstrekken herkenbaar bij veel inheemse Arubanen. In 2003 toonde een mitochondriaal-DNA-analyse aan dat indiaanse DNA nog steeds aanwezig is onder de Arubaanse bevolking.